# Freestyle snowboard
A freestyle snowboard részben irányzatok (Jib, Park, Pipe, Stash stb.), részben versenyszámok (slopestyle, félcső, negyedcső, big air) összefoglaló elnevezése.

## Történet
Az első freestyle versenyt Tom Sims szervezte Sims' Worlds néven a Soda Springs síterepen 1983-ban. 1998-ban a félcső olimpiai versenyszám lett.

## Felszerelés

### Alaptípusok
Jib: Rövid, puha, strapabíró rocker deszka. Jól használható a korlátokon és a kisebb ugratókon, vagy akár városi környezetben lépcsőkön, lépcsőkorlátokon és hasonlókon is.
Freestyle: Valamivel hosszabb a jib deszkánál. Kicsit keményebb, jobban irányítható. A freestyle deszka kiválóan alkalmas minden méretű ugratóra, félcsőbe, de használható a pályákon és azokon kívül is.
All-Mountain: A legtöbb All-Mountain board twin vagy twin-like, hátrébb tolt kötésekkel és egyirányú flexel. Használhatók a parkokban is, de nagyobb sebességnél is stabilak maradnak. Jól lehet velük csúszni a ratrakolt pályákon és azokon kívül is.

### Hajlítás
Camber: Ma szinonímája a klasszikus, a sílécektől átvett hajlítási formának. Terhelés nélkül a deszka közepe elemelkedik a talajtól. Lehetővé teszi a pontos élvezetést és a gyárilag belepréselt feszültség következtében, carving közben kilő a kanyarterhelés elengedésekor. Előnyét inkább a keményebb, jegesebb pályaviszonyok között mutatja meg, illetve keményebb leérkezéskor jobban tompít. A kezdőkkel kevésbé barátságos és megengedő.
Rocker / V-Rocker / Banana (Reverse Camber): A deszka az orrától a végéig felfelé ívelt. Az ilyen deszka minden mozdulatra rögtön válaszol. Könnyű vele kanyarodni és megengedőbb a hibákkal szemben. Az ugrás végén, leérkezéskor, ha nem sikerült teljesen kiforogni, az ilyen deszka irányba segít. A rocker deszkákat könnyű megtartani a korlátokon, boxokon. Kezdőknek is ideális. A hátránya az előnye. Nevezetesen a fordulékonysága, ami instabillá teszi nagyobb sebességnél, főleg a preparált pályákon. Porhóban viszont jól teljesít, folyamatosan megpróbál felúszni.
Hybrid / Powerbanana / Springloaded / W-Rocker / Flying V: A nevéből is következően a rocker és a camber kombinációja. A kötések között rocker, a két végén camber, vagy éppen fordítva, a kötések között camber és a végeken rocker. Mire jó? Például megkönnyíti az elrugaszkodást az ollie-hoz, vagy a kidobón a forgáshoz. Egyesíti a két irányzatot. Ideális a parkban, de megfelelő élvezetést is biztosít. Potenciálja kihasználásához biztos snowboardos tudásra van szükség és sok gyakorlásra, hogy az ember rájöjjön mikor hova érdemes terhelni.
Flat / Zero Camber: A kötések között lapos, hajlítás nélküli deszka. Sok pro rider használja. Korlátokon, boxokon, félcsőben ideális.

### Shape (A deszka formája)
Twin: Kétirányú deszka. A kötések többnyire egyenlő távolsságra vannak a deszka középpontjától. A jib és freestyle deszkák formája.
Twin-like: Ezzel a formával lehet switchben (hátrafelé) is csúszni, de jobb az élvezetése egy sima twin deszkánál. A kötések közötti középpont a deszka közepénél 2-3 centivel hátrébb van és a végénél keményebb, mint az orrnál. Használható a parkban, az ugratókon is, de a twin deszkánál jobban felúszik a mélyhóban, ezért alkalmas freeride-ra is.

## Irányzatok

### Jib
Ami a gördeszkában a street, az a snowboardban a jib. Bárhol, bármilyen kevés havon. Városi környezetben a lépcsőkön, korlátokon, kőpadokon csúszás, illetve bárminek a használata, ami kidobóként funkcionálhat. A snowboard underground szubkultúrája leginkább ehhez az irányzathoz köthető.

### Park
A nagyobb sípályarendszerek nagyjából a 2000-es évek közepére jutottak el arra a pontra, hogy a hódeszkásokra komoly bevételi forrásként tekintsenek. Ma egy magára valamit is adó sípálya elképzelhetetlen kidobókat, korlátokat, csúszdákat, dobozokat és egyéb elemeket magába foglaló park nélkül. A snowboard mainstream szubkultúrája ehhez az irányzathoz kötődik.

### Pipe
Az örök újító Tom Sims, miután a sebességi számokban megnyert mindent, amit csak lehetett, eredeti terveinek megfelelően gördeszkás trükköket szeretett volna beadni snowboardon. 1983-ban azután Mike Chantry vitte el Tom Sims-et és Terry Kidwell-t Tahoe City régi szemétlerakójába, hogy megmutasson nekik egy nagy, behavazott árkot. Terry azon nyomban becsúszott és beadott egy hatalmas backside ugrást. Tom szemében felcsillant a jövő és még abban az évben megépítette a világ első félcsővét a sportág első világbajnokságán. A többi történelem, hiszen a sportág legnagyobb nevei, mint Craig Kelly, Terje Håkonsen, vagy Shaun White mind a félcső mesterei voltak és ez volt az első freestyle versenyszám amely 1988-ban bekerült az olimpia programjába.

### Stash
A stash a biokorszak terméke. A freeride élményét viszi a parkba. Minden része természetes anyagból készül és épül. Freestyle elemekkel tarkított erdő. Két legenda Jake Burton Carpenter és Craig Kelly ötlötte ki.

## Versenyszámok[2][3]

### Slopestyle (SBS)
A park irányzatból kifejlődött versenyszám. A versenyszervezők többnyire három un. "line"-t határoznak meg, amelyek különböző nehézségi fokúak. A versenyzők minden elemnél (kidobónál, asztalnál, korlátnál, csúszdánál stb.) megválaszthatják, hogy melyiken adják be a tarsolyukban lévő trükköt. A bírók az egyes bemutatott trükkök, ugrások, fordulatok stb., nehézségi fokát és kivitelezését, valamint a csúszás egészét pontozzák. Ehhez a versenyszámhoz kötődik a magyar snowboardsport két legnagyobb sikere: Gyarmati Anna 2011-ben ifjúsági világbajnok, 2015-ben felnőtt világbajnoki 4. helyezett volt.

### Félcső (HP)
Az első snowboard freestyle versenyszám az olimpián. Egy 40-80 méter hosszú, hosszában lejtő, 20-40 méter széles, hóból kialakított íves csatorna, melynek a tetejéről elindulva, az oldalak között cikázva, az oldalfalak tetején mutatnak be ugrásokat és trükköket a versenyzők. Ezeket egy 3-6 bíróból álló zsűri pontozza.

### Negyedcső (QP)
Egy lejtő végén, a lejtőre merőleges, hóból készült ív. Itt a versenyzők célja az, hogy a lejtőn minél nagyobb lendületet véve, a lehető legmagasabbra repüljenek és azt valamilyen forgással, ill. grabbel (a deszka megfogása ugrás közben kézzel) kombinálják.

### Big Air (BA)
A versenyzők egy lejtőn vagy rámpán vesznek lendületet, hogy azután a kidobóról elugorva, egy forgásokkal és grabekkel kombinált hatalmas ugrást mutassanak be. Az ugrásokat zsűri pontozza.

## Nemzetközi szabályozó testületek
Snowboard Világszövetség – World Snowboard Federation (WSF)
Ticket To Ride (TTR) / World Snowboard Tour (WST)
Nemzetközi Síszövetség – International Ski Federation (FIS)